# Santos Brasil
A Santos Brasil Participações (Santos Brasil) é uma empresa brasileira de operação portuária de logística integrada, atuando com contêineres, veículos, carga geral e granéis líquidos.

## História

### 1997
Nasce a Santos Brasil a partir do consórcio vencedor do leilão de privatização do Terminal de Contêineres de Santos, o Tecon Santos, com investimento de US$ 250 milhões, sob o nome “Consórcio Santos Brasil”.

### 2001
O Tecon Santos totaliza 760 metros de cais acostável com a incorporação de 250 metros aos 510 metros originais.

### 2006
Devido a uma reestruturação societária, nasce a holding Santos Brasil Participações, com capital aberto na Bolsa de Valores de São Paulo (Bovespa) e serviços portuários e logísticos pelo País. Por meio do Termo de Permissão de Uso – TPU, a empresa passa a operar o TEV, Terminal de Veículos, no Porto de Santos.

### 2007
A holding incorpora a Mesquita Soluções Logísticas, além dos serviços oferecidos pela “Santos Brasil”. Cerca de 20% dos contêineres movimentados na costa brasileira passam pelo Tecon Santos, terminal da empresa na margem esquerda do Porto de Santos. Início das obras de expansão do Tecon Santos, que vai conferir ao local 980 metros de cais acostável.

### 2008
Produtividade do Tecon Santos, medida por Movimentos por Hora (MPH), atinge a marca de 55 MPH. Índice era de 11 MPH em 1997, quando a Santos Brasil assumiu a operação do terminal. A companhia vence licitação para administrar o Tecon Imbituba, no Porto de Imbituba. O processo foi conduzido pela Companhia Docas de Imbituba. Neste mesmo ano, ganha o direito de administrar o Tecon Vila do Conde, no Porto de Vila do Conde, em Barcarena, no Pará.

### 2009
O Tecon Santos, operado pela empresa, recebe os primeiros portêineres Super Post-Panamax (super guindastes de trilhos que percorrem o cais e são capazes de movimentar 2 contêineres de 40 pés simultaneamente) do continente americano. Em parceria com o Instituto Iochpe, é criada a Escola Santos Brasil Formare, que capacita jovens da Baixada Santista para trabalhar com operações portuárias e operações logísticas. Por meio de sua subsidiária Union Armazenagem e Operações Portuária, a empresa vence licitação para o arrendamento do Terminal de Veículos – TEV.

### 2010
A partir de um estudo de posicionamento institucional, a companhia revê sua logomarca e toda a sua comunicação visual. O cais acostável do Tecon Santos passa a ter 980 metros com a inauguração do Terminal 4 (T4). Aquisição da área onde se encontra hoje o CD do Jaguaré, na zona oeste de São Paulo.

### 2011
O Tecon Imbituba recebe portêineres vindos da China e tem seu cais ampliado para 660 metros. O Tecon Santos bate marca histórica no Brasil com 135,5 MPH (movimentos por hora) em um único navio.

### 2012
O Tecon Santos bate recorde histórico no Brasil de 81,86 MPH (movimentos por hora) em um único mês. No mesmo ano, o terminal bate outro recorde no setor portuário brasileiro, dessa vez em movimentação: 105 mil contêineres em um único mês. Como alternativa de transporte no Pará, foi iniciado o transporte fluvial de contêineres via barcaças para outras cidades da região.
A empresa atingiu 55% de market share no Porto de Santos.

### 2013
A consultoria Standard & Poor's eleva o rating da organização para “brAAA”, nível mais alto da Escala Nacional Brasil.
O Tecon Santos recebe a embarcação com maior capacidade de carga da história do Porto de Santos. O Cap San Nicolas, da armadora Hamburg Süd, de 9.600 TEU (Twenty-foot Equivalent Unit).

### 2014
Em agosto, a companhia recebe primeira autorização da Antaq para antecipar a prorrogação do contrato de administração do Tecon Santos por mais 25 anos, que deve ser outorgada pela SEP em 2015.
Em setembro, o terminal ainda bate o recorde sul-americano de produtividade por operação de movimentação de contêineres ao atingir 193,92 MPH durante embarque e descarga do navio Cap San Nicolas, da Hamburg Süd. Esse marco é superado dois meses depois, quando o Tecon Santos estabelece um novo recorde, no Porto de Santos, ao registrar 216,88 MPH na operação do navio Monte Olivia, do mesmo armador.

### 2015
O Tecon Santos atinge média de 110,02 MPH no mês de março - maior indicador de produtividade mensal já registrado no Porto de Santos.
O terminal operado pela companhia registra também 221,55 MPH em descarga do navio Cosco China, ainda no mês do março. O marco de produtividade é rapidamente superado em abril, quando a companhia registra 225,25 MPH na operação do navio MSC Bremen e estabelece um recorde histórico no complexo santista.

## Funcionamento
Atualmente, a organização é de capital aberto (sociedade anônima), está listada no nível 2 de Governança Corporativa da Bovespa, tem rating brAAA segundo a Standard & Poor’s e já investiu R$ 3 bilhões calculados em valor presente nos 3 terminais de contêineres que administra. Entre eles está o Tecon Santos, o maior em média mensal de movimentação de contêineres do Brasil, com 109 MPH (movimentos por hora) localizado na margem esquerda do Porto de Santos, administrado pela Autoridade Portuária de Santos (APS) com supervisão da Secretaria Especial de Portos (SEP/PR), responsável pelo maior fluxo de entrada e saída de mercadorias no Brasil.

## Operações
Com sede em São Paulo, foi criada em 1997 e tem a concessão para operar, além do Tecon Santos, o Tecon Imbituba, no Porto de Imbituba, em Santa Catarina, o Tecon Vila do Conde da cidade paraense de Barcarena, o TEV – Terminal de Veículos do porto de Santos e o Terminal de Carga Geral, também em Imbituba. A companhia ainda possui dois centros de distribuição, os CDs São Bernardo de São Bernardo do Campo, no ABC Paulista, e o Jaguaré, em São Paulo. Detém também uma operadora logística, a Santos Brasil Logística, que administra os Centros Logísticos Industriais e Aduaneiros – CLIA Guarujá e CLIA Santos – na Baixada Santista; e dois terminais de granéis líquidos no Porto do Itaqui (TGL 1 e TGL 3).

## Açõesfilantrópicas
A empresa desenvolve diversos projetos de responsabilidade socioambiental e voltados ao esporte, sendo reconhecida como uma das Empresas Amigas do Esporte pelo Ministério do Esporte.
A companhia é signatária do Pacto Empresarial contra a Exploração Sexual de Crianças e Adolescentes nas Rodovias Brasileiras, de acordo com a Childhood Brasil.

## Estrutura

### Contêineres

#### Tecon Santos
Situado na margem esquerda do Porto de Santos é considerado uma referência em questões de eficiência na América do Sul e mantém a maior média de MPH (movimentos por hora) do Brasil: 109. 
O terminal conta com 596 mil metros quadrados e capacidade de movimentação de 2 milhões de TEU por ano.

#### Tecon Imbituba
O Terminal de contêineres na região sul administrado pela Santos Brasil fica no Porto de Imbituba e possui 207 mil metros quadrados e capacidade para 650 mil TEU por ano. 
Este terminal é situado em um porto de águas profundas e pode receber navios do tipo Super Post Panamax. Além disso, conta com o Porto Indústria, um condomínio retroportuário de 2,5 milhões de m² para armazenagem frigorífica, pátio regulador para caminhões, entre outras estruturas.

#### Tecon Vila do Conde
No norte do País, em Barcarena, está localizado o Tecon Vila do Conde, com capacidade de 250 mil TEU por ano, 103 metros quadrados de área útil e 254 metros de cais acostável.

### Veículos e carga geral
- Terminal de Veículos (TEV), o maior terminal de veículos do Brasil, tendo capacidade operacional para 300 mil automóveis por ano e movimentando 40% dos carros exportados e importados por montadoras brasileiras; [7]
- Saboó I, terminal do Porto de Santos destinado a recebimento, armazenamento, movimentação e carregamento de cargas de projeto, carga ro-ro (roll on-roll off) e carga geral não conteinerizada;[7]
- Saboó II, terminal do Porto de Santos destinado ao armazenamento de cargas; [7]
- TCG Imbituba, para movimentação e armazenamento de cargas de alta complexidade[7]

### Logística
A empresa opera com Centros de Distribuição em São Paulo e São Bernardo do Campo, no ABC Paulista, além de Centros Logísticos Industriais e Aduaneiros (CLIAs) em Santos e Guarujá, além de oferta de serviços Porto à Porta, com integração de atividades portuárias, de transporte rodoviário e de abastecimento da indústria.

### Granéis líquidos
Os terminais de granéis líquidos Santos Brasil ficam localizados no Porto do Itaqui, em São Luís (MA),  e são destinados ao recebimento, expedição e armazenagem de combustíveis (diesel, gasolina e biocombustíveis).
- TGL 1ː 34 mil m³, distribuída em 8 tanques
- TGL 2ː em desenvolvimento, terá capacidade de 85 mil m³, distribuída em 12 tanques.
- TGL 3ː capacidade nominal de 20 mil m³, distribuída em 7 tanques

## Responsabilidade socioambiental
A Santos Brasil Formare é um projeto desenvolvido com a Fundação Iochpe em parceria com a empresa. Desde 2011, oferece a jovens da Baixada Santista vagas para cursos profissionalizantes reconhecidos pelo MEC nas áreas portuária e logística. As aulas são ministradas por funcionários voluntários, chamados de educadores formare.

## Premiações
- Melhor Relatório Anual - 11º Prêmio Abrasca (Associação Brasileira das Companhias Abertas) – Categoria - Empresa Aberta Grupo 2[11]
- Melhor Terminal de Contêineres - Prêmio Guia Marítimo 21 Anos
- Melhor Operador Portuário - Prêmio Guia Marítimo 21 Anos[12]
- Melhor Empresa do setor de Infraestrutura – Prêmio Época 360º[13]
- Melhor Comunicação com a Imprensa – Prêmio Revista Negócios da Comunicação[14]
- SGS ICS Certificadora – Sistema de Gestão Integrada ISO 9001:2008, ISO 14001:2004 e OHSAS 18001:2007[15]
- Prêmio Jabuti: O Porto de Santos e a História do Brasil[16]
- Melhor Terminal de Contêiner da América do Sul - New Economy Awards 2014
- Prêmio Corporativo Transformação na Cadeia de Suprimentos 2015 - Cummins South America